# Ázerbájdžánská demokratická republika

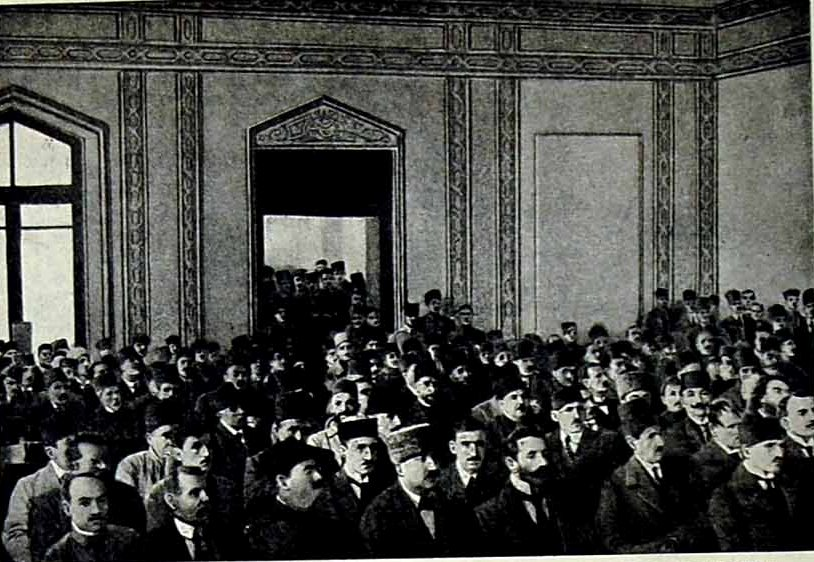
Zasedání ázerbájdžánského parlamentu

Ázerbájdžánská demokratická republika (ADR, ázerbájdžánsky Azərbaycan Xalq Cümhuriyyəti) byl první úspěšný pokus o vytvoření demokratické a sekulární republiky v islámském světě (dokonce dříve než Atatürkovo Turecko). Vznikla v roce 1918 odtržením od kolabujícího carského Ruska, které bylo uvrženo do chaosu po Říjnové revoluci v roce 1917. Zanikla po obsazení Baku Rudou armádou v roce 1920.

## Historie

### Předcházející události
Na počátku 17. století byl Ázerbájdžán pod správou Osmanské říše. V 18. století do vývoje oblasti zasáhlo Rusko, které se pokusilo obsadit pobřeží Kaspického moře s významným městem Baku. Roku 1828 byla k Rusku připojena i severní část Ázerbájdžánu, zatímco jeho jižní část zůstala po rusko-perské válce součástí Íránu. Rozvoj těžby ropy vedl k tomu, že od roku 1875 se v Baku (ropné centrum světového významu) rozvíjel kapitalistický výrobní systém rychleji než na ostatním území s agrárním hospodářstvím.
V tomto období došlo ke vzniku ázerbájdžánského národního hnutí reagujícího na hospodářský a náboženský útlak. Na počátku 20. století se vyostřily spory s Arménií, které roku 1905 vyvrcholily ozbrojenými srážkami, docházelo k rolnickým povstáním i k ozbrojenému boji proti ruské nadvládě. Roku 1911 byla založena Muslimská demokratická strana Musavat, která se roku 1917 přejmenovala na Turkotatarskou demokratickou stranu federalistů - musavatistů.

### Zakavkazská demokratická federativní republika
Sovětská moc byla v Ázerbájdžánu nastolena 13. listopadu 1917. Vzápětí však byla ustavena společná vláda gruzínských, arménských a ázerbájdžánských národních stran (zakavkazský komisariát), který v březnu 1918 rozpustil zakavkazský sněm (tvořený zakavkazskými delegáty v ruském Ústavodárném shromáždění). Sněm zároveň schválil odtržení Zakavkazska od Ruské sovětské federativní socialistické republiky (RSFSR). Na konci března 1918 vypuklo v Baku protisovětské povstání, které bolševici potlačili. V dubnu 1918 ale schválil zakavkazský sněm vznik Zakavkazské demokratické federativní republiky, kterou tvořily Gruzie, Arménie a Ázerbájdžán. V důsledku odlišné zahraničněpolitické orientace se ale republika velice brzo rozpadla.

### Vznik nezávislého Ázerbájdžánu
S rozpadem vznikla v Baku Rada lidových komisařů, tzv. bakuská komuna, která získala moc v Baku i na části území státu. Dne 28. května 1918 vyhlásila Muslimská rada nezávislou Ázerbájdžánskou republiku v čele s vládou musavatistů se sídlem v Gjandži. Po rozpadu bakuské komuny byla v srpnu ustavena tzv. středokaspická diktatura, vláda bez komunistů, na jejíž žádost vstoupila do města britská armáda. V září 1918 se tato vláda stáhla do Íránu a Baku, které obsadila turecká armáda, se stalo sídlem musavatistícké vlády. Po skončení první světové války se do Baku vrátila britská armáda a to až do srpna 1919. Dne 15. ledna 1919 Dohoda uznala nezávislost Ázerbájdžánské republiky.

### Ázerbájdžánský parlament
Ázerbájdžánská demokratická republika byla vůbec prvním muslimským státním uskupením, které dokázalo vytvořit svobodný demokratický stát. Nejvyšším orgánem moci byla Rada ministrů, která se zodpovídala parlamentu. Volby do parlamentu byly svobodné, tajné a všeobecné. Byl používán poměrný systém při přidělování křesel.
Kromě musavatistů byli v parlamentu výrazně zastoupeni liberálové (strana Ahrar), muslimové (strana Ittihad) a muslimští sociální demokraté. Pro arménskou menšinu bylo v parlamentu určeno 21 křesel. Další menšiny jako Němci, Rusové, Poláci či Židé měli taktéž v parlamentu zastoupení.
Mezi další z významných úspěchů ázerbájdžánského parlamentu bylo rozšíření hlasovacího práva pro ženy. Tím se stal Ázerbájdžán první muslimskou zemí, která udělila stejné volební pravomoce ženám jako mužům. Dalším významným počinem bylo založení univerzity v Baku.

### Válka s Arménií
Po rozpadu Zakavkazské demokratické federativní republiky vzniklo mezi nastupujícími státy mnoho územních sporů. Nově vzniklá ADR zabrala tzv. Náhorní Karabach, který byl osídlen Armény, ale nacházel se uprostřed území obývaného Ázerbájdžánci. Arménská demokratická republika toto území nárokovala, a tak vypukl ozbrojený konflikt v březnu 1918. Konflikt se rozšířil i do sousedních Nachičevanu a Sjuniku.
Do konfliktu ze začátku zasáhlo Turecko na straně Ázerbájdžánu a později Británie na straně Arménie. Válka se vyznačovala výraznou aktivitou partyzánů na obou stranách a velkými civilními ztrátami na životech. Nakonec konflikt neskončil vítězstvím jedné či druhé strany. Náhorní Karabach a Nachičevan připadl Ázerbájdžánu, ale provincie Sjunik se stala součástí Arménie.

### Konec nezávislosti

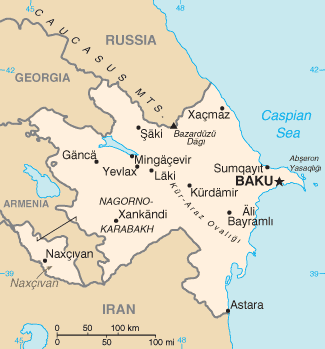
Dnešní hranice Ázerbájdžánu

V dubnu 1920 obsadila Baku Rudá armáda a byla vyhlášena Ázerbájdžánská sovětská socialistická republika. Musavatisté se ještě pokusili o odpor, ale jejich povstání bylo potlačeno. V červenci 1920 vznikla Nachičevanská sovětská socialistická republika jako součást Ázerbájdžánské SSR. V květnu 1921 byla přijata nová ústava a v březnu 1922 vznikla Zakavkazská sovětská federativní socialistická republika, která se v prosinci 1922 podílela na vytvoření Sovětského svazu. Roku 1923 vznikla Náhorněkarabašská autonomní oblast v rámci SSSR pod správou Ázerbájdžánu. V prosinci 1936 byla obnovena Ázerbájdžánská SSR, jejíž vnitropolitický vývoj byl v souladu s vývojem v Sovětském svazu.

### Odkaz ADR
Ačkoliv ADR existovala pouze dva roky, stala se pro Ázerbájdžánce významnou částí historie. Ázerbájdžán obnovil svoji nezávislost 18. října 1991 po kolapsu SSSR a navázal na ADR. Nově vzniklá republika si osvojila státní vlajku, státní symboly a státní hymnu, které se používali za existence ADR a prohlásila, že je pokračovatelkou násilně zabrané ADR.
Nově vzniklý stát zdědil po ADR jak státní symboly, tak i nevyřešené územní spory. Oblast Náhorního Karabachu se stala opět předmětem sporu s Arménií. Vypukla Karabašská válka, která se táhla do roku 1994 a skončila porážkou Ázerbájdžánu a přičlenění Karabachu a dalších území k Arménii.